# 1641 Tana
Az 1641 Tana (ideiglenes jelöléssel 1935 OJ) a Naprendszer kisbolygóövében található aszteroida. Cyril Jackson fedezte fel 1935. július 25-én, Johannesburgban.